# Itapagipe
Itapagipe is een gemeente in de Braziliaanse deelstaat Minas Gerais. De gemeente telt 15.043 inwoners (schatting 2009).